# Tom Souville
 (juillet 2022).
Tom Souville, surnommé par les Anglais « Cap'tain Tom », né à Calais le 24 février 1777 sous le règne de Louis XVI et mort dans cette même ville le 31 décembre 1839, est un corsaire et sauveteur calaisien, à l’origine du premier bateau de sauvetage de Calais, gréé en voile latine, en 1819 avec le concours de la société d’agriculture de Calais. Franc-maçon.

## Histoire
Fils d'un médecin, rien ne prédestinait Thomas Souville à la course, et c'est par esprit d'aventure et goût du risque, qu'il fait ce choix. Tom fait ses études à Douvres, puis il prend la mer en tant que mousse. Il n'a que 11 ans. Subjugué par la mer, il choisira de servir sur des navires armés. Beaucoup lui envient son expérience, et pourtant il n'a que 18 ans. Plusieurs combats navals à son actif, 3 blessures, prisonnier échangé. Il est promu enseigne Tom demande une lettre de marque, qu'on ne lui accorde pas. Sa jeunesse y sera pour beaucoup. Il devra donc servir un autre capitaine jusqu'à l'âge de sa majorité. Sa majorité atteinte, Thomas fera preuve d'une efficacité redoutable. Lors de l'une de ses missions, il est capturé et enfermé sur un bateau qui était sur une eau glaciale. Pour pouvoir s'échapper, il eut l'idée de récupérer la graisse de ses repas et lorsqu'il en eu assez, il se déshabilla et s'en recouvrit. Il réussit ainsi à nager jusqu'à la rive. Il embarqua sur un bateau pour retourner chez lui où il raconta tout son aventure.

## Lettre de marque
Tom Souville est l'une des figures les plus illustres du système de la course, aux enjeux financiers importants pour l'époque. Entre 1811 et 1815, cela rapporte plus de 5 millions de francs à Calais et à partir de 1793, activement à partir des ports de la Manche et de la mer du Nord.
Tom Souville en tant que corsaire de la ville de Calais, arborait, sur son navire, le drapeau de Calais. En effet, Calais était l'une des cinq villes de France à être autorisée à avoir son propre drapeau, sur ordonnance royale, avec Dunkerque, Boulogne-sur-Mer, Le Havre et Saint-Malo. Le drapeau calaisien est celui qui flotta donc sur l'ancien beffroi, à la tête des milices bourgeoises et évidemment, au mât des vaisseaux corsaires de la Ville.

## Hommage
La base nautique de Sangatte porte le nom de base nautique Tom Souville.

## Pour approfondir